# Dintikon
Dintikon (gsw. Dintike) – gmina (Einwohnergemeinde) w Szwajcarii, w kantonie Argowia, w okręgu Lenzburg. Liczy 2 201 mieszkańców (31 grudnia 2016).